# Kommandohöhen der Wirtschaft
„Kommandohöhen der Wirtschaft“ (englisch commanding heights) sind die Stellen im System, an denen die wichtigsten Entscheidungen für eine Volkswirtschaft getroffen werden. Den Begriff hatte Lenin der Sprache der Militärstrategie entlehnt und damit die Umorientierung vom Kriegskommunismus auf die Neue Ökonomische Politik gerechtfertigt. Die neue wirtschaftspolitische Ausrichtung stelle keineswegs eine Abkehr vom Ziel einer kommunistischen Gesellschaft dar, da trotz Einführung von marktwirtschaftlichen Elementen (insbesondere in der damaligen Landwirtschaft) der Staat die Verfügungsgewalt über die Schlüsselindustrien behalte und somit der staatlich kontrollierte Wirtschaftsbereich immer noch das ökonomische Übergewicht. Ausdrücklich gehörte zu diesen „Kommandohöhen“ auch das Außenhandelsmonopol.
Zwischen den beiden Weltkriegen wurde der Ausdruck in Großbritannien von der Fabian Society und der Labour Party aufgegriffen ebenso wie von Jawaharlal Nehru und der indischen Kongresspartei.
Bis heute spielt dieser Begriff eine Rolle in der Debatte um eine gemischte Wirtschaftsform („mixed economy“; Wirtschaftsordnung) bzw. um einen "dritten Weg" zwischen Kapitalismus und Sozialismus.
Zur aktuellen Begriffsverwendung in der Debatte um die Frage der Verstaatlichung von Banken ein Zitat von Paul Krugman, sich beziehend auf eine Meinungsäußerung des ehemaligen Federal Reserve Vorsitzenden Alan Greenspan:
"Comrade Greenspan wants us to seize the economy’s commanding heights."
"

## Einzelbelege
1. ↑  Hubert Schneider: Das sowjetische Außenhandelsmonopol 1920–1925, Verlag Wissenschaft und Politik, Köln 1973, S. 54
2. ↑  Übersetzung: "Genosse Greenspan möchte, dass wir die Kommandohöhen der Wirtschaft übernehmen." Paul Krugman: Banking on the Brink New York Times 22. Februar 2009